# Łambinowice
Łambinowice (niem. Lamsdorf) – wieś w Polsce, położona w województwie opolskim, w powiecie nyskim, w gminie Łambinowice.
Siedziba gminy wiejskiej Łambinowice.
W latach 1954–1972 wieś należała i była siedzibą władz gromady Łambinowice. Od 1950 r. wieś położona jest w województwie opolskim.
We wsi jest stacja kolejowa Łambinowice.
| SIMC    | Nazwa | Rodzaj     |
| ------- | ----- | ---------- |
| 0498827 | Okopy | przysiółek |

## Nazwa
Nazwa miejscowości była wzmiankowana po raz pierwszy w 1273 roku w formie Lambinouiz. Później notowano także formy Lambinovitz (ok. 1300), villa Lamberti (1335), Lemlinsdorf (1371), k Glumbwowiczom, k. Glombinowiczom (1561), Lambsdorff (1678), Lamsdorf (1784), Lammsdorf (1845), Lamsdorf, Łambinowice (1941), Lamsdorf – Łambinowice, -ic, łambinowicki (1946).
Na podstawie tzw. zeznania nyskiego z 1561 roku, gdzie w tekście polskim z czeskimi naleciałościami wymienia się formy „K Glombinowiczom, do Glumbniowicz”, uznaje się, że pierwotną nazwą były Głębinowice. W drugim zapisie występuje czeskie u w miejsce polskich ą lub am, odpowiadających w wymowie gwarowej samogłosce ę. Grupa nagłosowa Gł- uległa uproszczeniu do Ł-, być może pod wpływem czeskiego nagłosowego H-, które potem opuszczono. Nazwa Głębinowice była zatem nazwą patronimiczną utworzoną od nazw osobowych Głębina lub Głębin, albo nazwą topograficzną utworzoną na wzór nazwy patronimicznej od rzeczownika pospolitego głębina. 
Polska nazwa w formie Łambinowice formalnie obowiązuje od 16 grudnia 1946 roku.

## Historia
Miejscowość była najbardziej wysuniętą na północny-wschód osadą dolnośląskiego biskupiego księstwa nyskiego; sąsiednie wsie należały już do księstwa opolskiego. Po zajęciu większości Śląska przez Prusy leżały w powiecie nyskim, a od 1818 roku w powiecie niemodlińskim.
Od XVIII w. wieś posiadała piczęć gminną, na której wizerunku przedstawiono serce w słup przebite dwiema skrzyżowanymi strzałami skierowanymi grotem ku górze, z górnej części serca wyrastają trzy kwiaty (róże).

## Zabytki

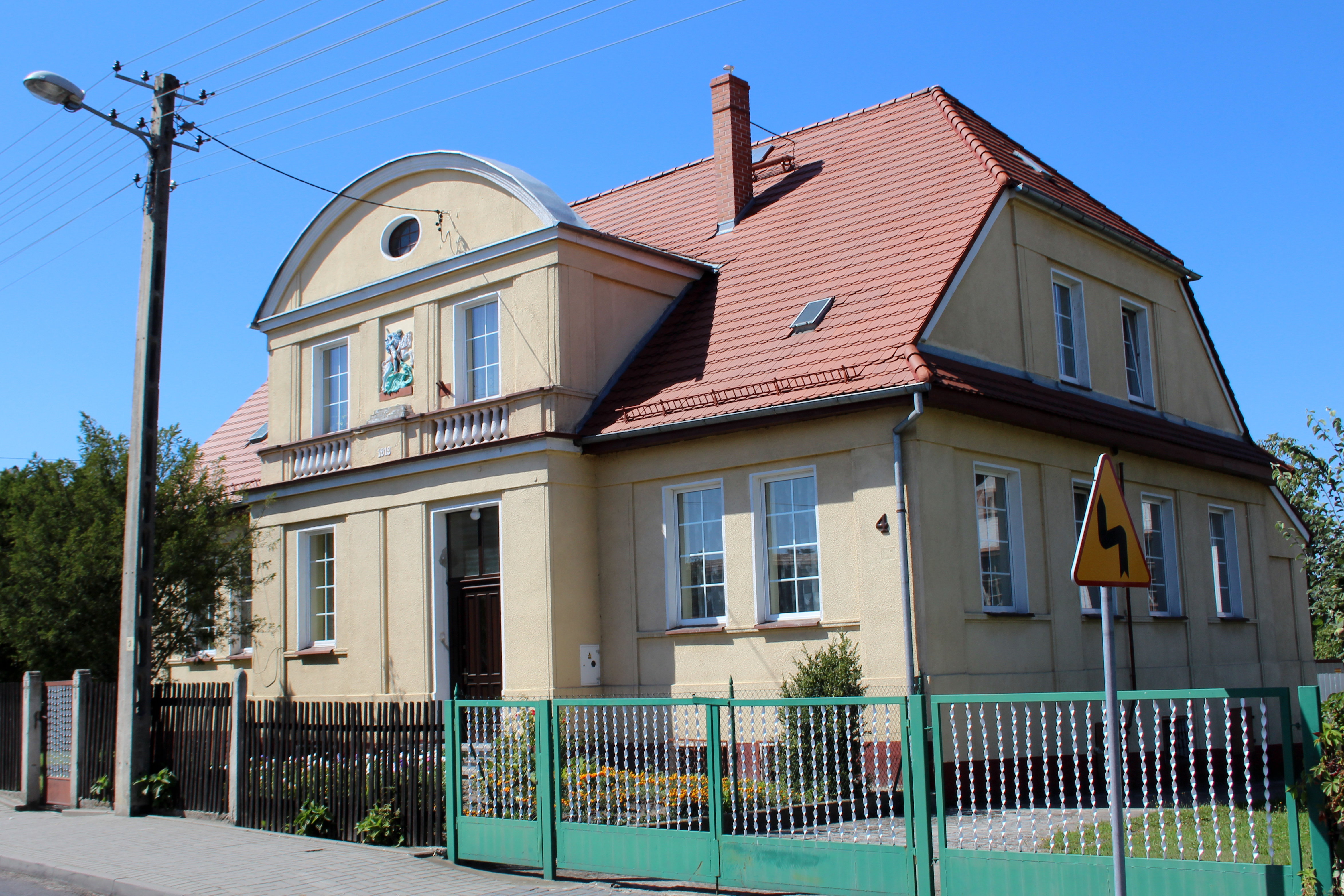
Dom zakonny elżbietanek, ul. Budzieszowicka 4

Do wojewódzkiego rejestru zabytków wpisane są:
- dom zakonny elżbietanek, ul. Budzieszowicka 4, z 1919 r.
- obóz jeniecki – Miejsce Pamięci Narodowej, z 1870 r., 1914 r., 1939 r.

W 1864 r. w sąsiedztwie wsi powstał poligon wojskowy. W latach wojny francusko-pruskiej 1870–1871 powstał na terenie poligonu obóz dla trzech tysięcy jeńców francuskich. Pozostałością tego obozu jest cmentarz z 53 grobami. Obóz został reaktywowany podczas I wojny światowej, przeszło przez niego ok. 90 tys. żołnierzy różnych narodowości Rosjan, Anglików, Włochów i Serbów – pozostało po nich blisko 7000 grobów. 3 września 1939 roku Wehrmacht rozpoczął przewożenie do Stalagu VIII B pierwszych polskich jeńców. Byli to głównie żołnierze pojmani po bitwie nad Bzurą. Liczba polskich jeńców sięgała 100 tys. Po rozpoczęciu planu Barbarossa masowo zwożono tu jeńców radzieckich, których umieszczano w osobnym obozie Stalag VIII F. Według różnych szacunków w czasie II wojny światowej w obozie zmarło lub zostało pomordowanych od 40 do 100 tys. jeńców, łącznie przeszło przez niego do 300 tys. żołnierzy sił sojuszniczych różnych narodowości. Około 40 tys. zmarłych w większości jeńców radzieckich jest pochowanych w masowych grobach w pobliżu dawnej wsi Klucznik oraz na cmentarzu jenieckim. Teren obozu jeńców radzieckich wraz z wsią Klucznik stał się poligonem wojskowym. Mieszkańców wsi wysiedlono. W październiku 1944 r. przywieziono tutaj żołnierzy z powstania warszawskiego, wśród nich ponad 1000 kobiet. Większość przewieziono później do innych obozów. Wśród powstańców, którzy zostali umieszczeni w obozie był Witold Pilecki – trafił on do Lamsdorf 8 października 1944 r. w ramach warszawskiego transportu żołnierzy Armii Krajowej. Witold Pilecki przebywał w obozie 10 dni, po których wraz z oficerami Zgrupowania „Chrobry II” został wysłany do oflagu w Murnau. Byli tu też więzieni:
- Jerzy Szulc – uznawany za najmłodszego jeńca II wojny światowej,
- Janusz Brochwicz-Lewiński – wojskowy, członek Armii Krajowej, a w czasach późniejszych między innymi gwardii przybocznej Jego Królewskiej Mości Jerzego VI, króla Wielkiej Brytanii,
- Roman Bratny – pisarz,
- Stanisław Ryszard Dobrowolski – pisarz, poeta, tłumacz,
- Irena Jurgielewiczowa – pisarka, pedagożka,
- Aleksander Gieysztor – historyk,
- Leszek Owsiany pilot Dywizjonu 300 i 1586 ESP
- Denholm Elliott – brytyjski aktor[13].
- o. Maksymilian Maria Kolbe

Obozy jenieckie zostały wyzwolone przez Armię Czerwoną w dniach 17 i 18 marca 1945 roku. Jeszcze w 1945 roku w ich sąsiedztwie powstał zarządzany przez Urząd Bezpieczeństwa Publicznego obóz, w którym przetrzymywano Ślązaków i Niemców oraz byłych członków SS. Do obozu trafiali także powracający do Polski żołnierze armii Andersa, którzy wstąpili do niej po dezercji z Wehrmachtu, do którego wcielono ich wcześniej w ramach volkslisty. Początkowo, zbudowany na terenie poligonu wojskowego, obóz MBP miał status obozu przejściowego, następnie został przekształcony w obóz pracy. Jednym z jego komendantów był Czesław Gęborski. W obozie zmarło i zginęło 1000–1500 Niemców i Górnoślązaków. Pamięć zmarłych i zabitych upamiętnia Pomnik Pomordowanych Jeńców. Istnieje także Centralne Muzeum Jeńców Wojennych, prowadzące badania nad losem jeńców w stalagach oraz ofiar obozu.

## Gospodarka
W Łambinowicach znajduje się filia Banku Spółdzielczego w Prudniku.

## Turystyka
Centralne Muzeum Jeńców Wojennych w Łambinowicach zostało wymienione w Kanonie Krajoznawczym Polski. Oddział PTTK „Sudetów Wschodnich” w Prudniku przyznaje Kolarską Odznakę Turystyczną w „Królestwie Pradziada” za odwiedzenie m.in. Łambinowic.

## Nawiązania i odniesienia w kulturze
Łambinowice są jednym z miejsc akcji powieści Lato umarłych snów autorstwa niemieckiego pisarza Harry’ego Thürka, przedstawiającej sytuację Niemców w Prudniku tuż po II wojnie światowej. Bohaterowie powieści uratowali więźnia miejscowego obozu.